# 椚山村
椚山村（くぬぎやまむら）は、かつて富山県下新川郡にあった村。村名は村の中心となった椚山からとられている。

## 沿革
- 1889年（明治22年）4月1日 - 町村制の施行により、下新川郡椚山村、椚山新村、荒又村、田ノ又村、小杉新村及び日吉新村の区域をもって、下新川郡椚山村が発足する。
- 1953年（昭和28年）10月1日 - 下新川郡入善町、新屋村、小摺戸村、青木村、飯野村、上原村、横山村及び椚山村が合併して、下新川郡入善町が発足する。

## 歴代村長
出典→
1. 鍋島太郎兵衛（1899年7月27日 - 1898年9月3日）
2. 長島与四右衛門（1898年10月7日 - 1898年10月27日）
3. 長島武右衛門（1898年11月25日 - 1900年7月23日）
4. 鍋島太郎兵衛（1900年9月15日 - 1902年4月26日）
5. 西島与助（1902年6月30日 - 1904年2月10日）
6. 長島伊三松（1904年4月14日 - 1906年9月19日）
7. 鍋島太郎兵衛（1906年9月23日 - 1908年5月30日）
8. 高見四郎左衛門（1908年6月11日 - 1924年6月5日）
9. 上田伝三郎（1924年6月16日 - 1926年6月16日）
10. 長島益永（1926年7月1日 - 1928年10月13日）
11. 前田久三郎（1928年10月18日 - 1932年10月17日）
12. 青木良平（1932年10月18日 - 1944年10月17日）
13. 高見久良（1944年10月18日 - 1946年10月17日）
14. 上島仁三郎（1947年10月18日 - 1950年6月5日）
15. 長島勝正（1950年6月25日 - 1953年9月30日）